# 2025 în literatură
- 2024 în literatură — 2025 în literatură — 2026 în literatură

2025 în literatură implică o serie de evenimente:

## Cărți noi

### Ficțiune (autori străini)
- 2024 (lansată în mai) — Stephen King - Îți place mai întunecat - Editura Charles Scribner's Sons, New York.

## Premii literare
- Premii UNITER
- Medalia Premiului NobelPremiul Nobel pentru Literatură — Han Kang ( Coreea de Sud)